# Маркса
Ма́ркса (эст. Marksa), ранее Маркс и Ма́тса (эст. Matsa) — деревня в муниципалитете Пярну уезда Пярнумаа, Эстония.   
До реформы местных самоуправлений Эстонии 2017 года входила в состав волости Аудру (упразднена).

## География и описание
Расположена в городе Пярну, на берегу Пярнуского залива, у мыса Маркса. Высота над уровнем моря — 14 метров.
Климат умеренный. Официальный язык — эстонский. Почтовый индекс — 88315.

## Население
По данным переписи населения 2021 года, в Маркса насчитывалось 79 жителей, из них 75 (94,9 %) — эстонцы.
По данным переписи населения 2011 года, в деревне проживали 68 человек, из них 67 (98,5 %) — эстонцы.
Численность населения деревни Маркса по данным переписей населения:
| Год  | 1959 | 1970 | 1979  | 1989 | 2000 | 2011 | 2021 |
| ---- | ---- | ---- | ----- | ---- | ---- | ---- | ---- |
| Чел. | 77   | ↗ 83 | ↗ 108 | ↘ 76 | ↗ 81 | ↘ 68 | ↗ 79 |

## История
В письменных источниках 1500-х годов упоминается Marcus, 1638 года упоминается Marr — деревня, принадлежащая мызе Подис (нем. Podis, Поотси, эст. Pootsi mõis).
На военно-топографических картах Российской империи (1846–1897 годы), в состав которой входила Лифляндская губерния, деревня обозначена как Марксъ.
В 1977 году, в период кампании по укрупнению деревень, с деревней Маркса была объединена деревня Коти (эст. Koti, в 1624 году упоминается как хутор Kotte Lull, в 1839 году — деревня Kotti).

## Происхождение топонима
Первое письменное упоминание деревни можно сопоставить с эстонским мужским именем Маркус (Markus).

## Комментарии
1. ↑  Эстонские топонимы, оканчивающиеся на -а, в русском языке не склоняются[9], а род получают по родовому слову, например, деревне присваивается женский род, хотя в эстонском языке нет категории рода.